# El Universal (Venezuela)
El Universal es un periódico de circulación matutina, de Caracas, Venezuela. Fue uno de los de mayor tiraje de ese país. Es miembro de la asociación Periódicos Asociados Latinoamericanos.

## Historia

### SigloXX
El Universal es fundado el 1 de abril de 1909 en Caracas por el poeta venezolano Andrés Mata acompañado de su amigo Andrés Vigas.  Su primera sede se ubicaba en una casa entre las esquinas de Sociedad y San Francisco de Caracas, donde funcionaba la imprenta de Daniel Aramburu. El primer número, que salió ese mismo día, fue editado en unas máquina Marinoni de origen francés. Los redactores de este primer número fueron Rafael Silva en la crónica, Francisco López Moreno y Santiago Caldera en la distribución, Luis Correa quien servía como cronista, Pedro Bocca como encargado del despacho, Luis Alberto Ascanio como impositor, Miguel Ángel Ibarra como corrector de pruebas, y Federico Webber como prensista. El formato de este primer número era estándar, y tenía cuatro páginas a seis columnas. Seis meses después, el diario se muda a un antiguo edificio situado entre Sociedad y Gradillas.
En enero de 1910 se publican las primeras fotografías del diario, una de Juan Vicente Gómez y otra de una retreta en la Plaza Bolívar de Caracas, que fueron tomadas por Guerra Toro. Ese mismo año se instala a la fachada de ese edificio una pizarra eléctrica que indicaba al público los temas que se reportarían al día siguiente. Al año siguiente, se adquirió una máquina Dúplex para la edición, y aumentó su edición a ocho páginas. En 1914 firmó convenios con agencias de noticias internacionales como la United Press International, Reuters y Associated Press, convirtiéndose en el primer periódico venezolano en hacerlo.
En 1922 el diario moderniza sus equipos, publica el primer aviso económico, e incorpora a Luis Teófilo Núñez en la administración de la empresa. A partir del 24 de octubre de 1929 incorpora «La Página de los Jueves» y «El Deporte Nacional», los primeros espacios fijos del periódico. El 17 de diciembre de 1930 se instaló la primera rotativa que hubo en el país, de marca Ludlow, con la que se comenzó a imprimir el periódico, en el día conmemorativo del centenario de la muerte de Simón Bolívar. La edición del periódico aumentaría a 18 páginas, a siete columnas. En 1932 adquirió una imprenta HOE, con capacidad para 32 páginas.
A partir del 14 de agosto de 1933 se comienza a publicar una página diaria dedicada exclusivamente al deporte. En 1934 se empieza a publicar caricaturas, y en 1935 comienza a publicar Historias del Tío Nicolás, del caricaturista Rafael Rivero Oramas. Posteriores incorporaciones de importancia fueron la «Página Literaria» a partir del 8 de agosto de 1937 por iniciativa de Pascual Venegas Filardo y Pedro Sotillo, y la «Página Editorial» a partir del 8 de noviembre de 1940.
En 1948 el diario cambia de sede y se muda a los sótanos del Edificio Ambos Mundos. Para ese entonces ya tenía equipos capaces de editar 64 páginas. En 1954 se crea el departamento de Fotografía, y el 16 de febrero de 1958, luego de la caída de Marcos Pérez Jiménez, se crea el Correo del Pueblo, donde se publican las opiniones de los lectores.
En 1969, El Universal se trasladó a su actual sede, una torre construida en la esquina de Ánimas, en la Avenida Urdaneta. Fue creado por los arquitectos Francisco Pimentel, George Wilkie y Bernardo Borges quienes ganaron en 1971 el Premio Nacional de Arquitectura, por considerarse la estructura más importante realizada en ese momento. En 1970 se adquiere otra rotativa HOE Multicolor, con capacidad para editar 144 páginas, con una velocidad de 70.000 ejemplares por hora.
En marzo de 1994, Andrés Mata Osorio, nieto del fundador del periódico, se convierte en el editor de El Universal. En 1995, periodistas e ingenieros del diario, conjuntamente con especialistas del Instituto Tecnológico de Massachusetts, lanzan la primera edición digital del periódico en internet. Inicialmente se publicaban diez titulares al día, y un año más tarde se publicaba ya la versión íntegra de la página web. En 1997 abre una nueva planta en Guatire con tres rotativas, con capacidad para doce millones de ejemplares al mes, y en 1998, el periódico comienza a publicar sus fotografías en color. En 1999 el diario realiza la primera preventa hecha por un medio de comunicación en el país.

### SigloXXI
El 4 de julio de 2014, se da a conocer la venta de El Universal a la empresa española Espalisticia. El ingeniero Jesús Abreu Anselmi, hermano del músico venezolano José Antonio Abreu, es nombrado presidente del periódico y se mantuvo en esa posición hasta el año 2019.
La directiva del diario está integrada así: Vicepresidente de Información: Elides J. Rojas L. (Renunció a la empresa, después de casi 25 años de servicio, luego de haber sido editor jefe de Economía, Jefe de Redacción y los últimos seis años Vicepresidente de Información) Ocupa ese cargo desde agosto de 2020 el periodista Oscar Silva, quien trabaja desde hace 9 años con el grupo de propietarios de Globovisión, quienes asumen la dirección administrativa y editorial del diario que, por ahora, solo mantiene su edición digital. Jefe de Redacción: Alan Lugo. Jefes de Información Digital: Pedro Rojas y Mariángela Lando. Jefe de Arte y Diseño: Abraham Sánchez. El 1 de noviembre de 2020, el periódico retoma su edición impresa como un semanario que solo se publica los domingos.

## Línea editorial
El periódico mantuvo en el inicio del siglo XXI una línea crítica a los gobiernos de Hugo Chávez y Nicolás Maduro. El diario apoyó el paro y protesta de sectores opositores a Chávez, que desembocó en el golpe de Estado en Venezuela de 2002; en la mañana del 13 de abril de 2002, apareció en la portada del periódico el título: «¡Un Paso Adelante!».
En 2014, se anunció que sus propietarios históricos, la familia Mata, había vendido una participación significativa del periódico, lo que daba el control del diario a la firma de inversión española Epalisticia S.L, una empresa creada «con el único fin de adquirir El Universal». Uno de los representantes de la empresa —que contó con un capital inicial de 3500 euros»—, José Luis Basanta Otero, declaró a Bloomberg Businessweek que la empresa contaba con 1000 millones de dólares para invertir en Venezuela, que el costo de la compra del diario fue de 22 millones y que «la empresa apostaba por un cambio de régimen».
En el año 2020 el diario hizo cambios en su directiva donde se nombró como presidente a Gustavo Perdomo, y como vicepresidente de información a Oscar Silva. Perdomo quien también es directivo del canal privado Globovisión y la empresa Seguros La Vitalicia, está sancionado junto al presidente de estas últimas dos, Raúl Gorrín, por acusaciones de corrupción por parte del gobierno de los Estados Unidos. Este cambio representó un giro en la línea editorial y su visión ideológica, que es ahora cercana a Nicolás Maduro.